# دان لونش
دان لونش (6 مارس 1854 في نيوزيلندا - 3 ديسمبر 1920) (بالإنجليزية: Dan Lynch)‏ هو لاعب كريكت نيوزلندي.

## وصلات خارجية
- دان لونش على موقع إي آس بي آن كريك إنفو (الإنجليزية)